# 国际共产党 (多米尼加)
国际共产党（西班牙語：Partido Comunista Internacional）是多米尼加的一个小型共产主义政党。该党的主席是威尔逊·德尔奥夫雷。该党有一间办公室，位于德尔奥夫雷在圣多明各埃雷拉区恩贡韦公路旁的住所附近。
该党可能已经解散。